# Arbana Xharra
Arbana Xharra (ur. 29 października 1981 w Kosowie) – kosowska dziennikarka śledcza.

## Edukacja
W latach 2000–2004 uczęszczała do pierwszej kosowskiej szkoły dziennikarstwa im. Faika Konicy w Prisztinie, szkoły prywatnej, założonej po wojnie w Kosowie. W 2007 uczestniczyła w programie Missouri Journalism Faculty na wydziale dziennikarstwa University of Missouri. W latach 2009–2012 studiowała w Instytucie Dziennikarstwa i Komunikacji w Kosowie.

## Kariera
Arbana Xharra rozpoczęła pracę jako dziennikarka w 2001. Pierwszy poważny artykuł napisała o kwestiach związanych z transformacją Kosowa po wojnie. Przez pierwsze dziesięć lat kariery badała korupcję i przestępczość zorganizowaną. W latach 2006–2007 pracowała dla „Koha Ditore”, pierwszej niezależnej gazety założonej w Kosowie. Współpracowała też z „Balkan Insight”. Następnie została redaktorką naczelną „Zeri”, drugiej co do wielkości gazety w Kosowie, gdzie pracowała do maja 2017.
W 2012 Xharra stanęła przed sądem w związku z przygotowywaniem raportu o korupcji i powiązaniach lokalnych biznesmenów z politykami. 2 kwietnia 2012 opublikowany został artykuł, w którym dziennikarka zamieściła informację, iż właściciel prywatnej firmy Pejtoni, Bejtush Zhugolli i jego dwaj bracia, Ilmi i Mehdi, wspierali finansowo kampanię wyborczą premiera Hashima Thaçiego w zamian za lukratywne oferty dla przedsiębiorców. Prywatne firmy braci Zhugolli utworzyły Korporację Energetyczną Kosowo (KEK), która wygrała przetargi o wartości 70 milionów euro. Nieco ponad tydzień po publikacji artykułu Bejtush Zhugolli pozwał ją i gazetę „Zeri” o zniszczenie wizerunku swojej firmy i wniósł o odszkodowanie w wysokości 700 000 euro. Sprawa została przyjęta i rozpatrzona błyskawicznie, Xharra została uniewinniona, a sąd orzekł, że nie został naruszony kodeks etyki mediów drukowanych.

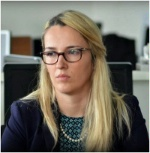
Arbana Xharra

W tym samym roku zaczęła badać nowe zjawisko w Kosowie i na Bałkanach Zachodnich – radykalizm religijny. Śledztwo obejmowało wzrost aktywności religijnej od czasu upadku socjalizmu w byłej Jugosławii i jego wpływ na społeczeństwo. W tym samym roku ukończyła pierwszy raport na ten temat, badając religijny radykalizm w Kosowie, Macedonii i Anglii. Xharra odkryła sieć radykalnych imamów i ich źródeł finansowania z krajów Bliskiego Wschodu oraz powiązania z organizacjami terrorystycznymi. Opracowała też kilka międzynarodowych raportów dotyczących korupcji i dialogu międzywyznaniowego. Została nazwana islamofobem i otrzymywała liczne pogróżki, przez co musiała zmieniać kilkakrotnie szkołę swoich dzieci. Presja wzrosła po opublikowaniu w „Zeri” artykułu o inwestycjach Recepa Erdoğana w Kosowie i Macedonii.
Po prawie dwóch dekadach zajmowania się dziennikarstwem 9 maja 2017 dołączyła do Demokratycznej Partii Kosowa, największej partii politycznej w Kosowie. 13 maja 2017 została brutalnie zaatakowana przez ekstremistów w garażu przy jej domu w Prisztinie. W rezultacie napaści umieszczono ją na oddziale intensywnej terapii w szpitalu, gdzie spędziła kilka tygodni.

## Nagrody i wyróżnienia
Xharra została trzykrotnie nagrodzona przez United Nations Development Programme (UNDP) za artykuły o korupcji w Kosowie w 2006, 2007 i 2008. W 2012 otrzymała stypendium Balkan Fellowship for Journalistic Excellence, dzięki któremu badała zmieniające się podejście do islamu w Kosowie. W 2013 otrzymała nagrodę Rexhai Surroi Award przyznaną jej przez KOHA Group za artykuł poświęcony ekstremizmowi religijnemu i nagrodę Stirring Up Debate Award przyznaną przez INPO Ferizaj (Progress Initiative) za zainicjowanie debaty publicznej na temat religijnego ekstremizmu. W 2015 zdobyła amerykańską nagrodę International Women of Courage Award (IWOC).